# Orvaux
Orvaux är en kommun i departementet Eure i regionen Normandie i norra Frankrike. Kommunen ligger i kantonen Conches-en-Ouche som tillhör arrondissementet Évreux. År 2018 hade Orvaux 513 invånare.

## Befolkningsutveckling
Antalet invånare i kommunen Orvaux
Referens:INSEE